# Efekt Kulešova
Efekt Kulešova označuje »posledico« filmskega eksperimenta Leva Vladimiroviča Kulešova, sovjetskega filmskega ustvarjalca. Ta se je namreč med prvimi začel ukvarjati s teorijo montaže in leta 1928 prišel do sklepa, da ni pomembno kako so kadri posneti, temveč kako so montirani. Žal še niso našli njegovih originalnih eksperimentov. 
Kot temelj za svoje eksperimente je postavil dve tezi:
- Igralec ni igralec, temveč filmski fotomodel, ki preko treninga motorike in čustev postane popolnoma tehnično blago.
- Bistvo filma je nizanje filmskih fragmentov, ki so posamično irelevantni.

Kulešov je na primer kombiniral tri različne kadre (krožnik juhe, krsta s truplom, majhna deklica) s kadrom obraza igralca Ivana Mošuhina. Te sestavljene sekvence so vplivale na gledalce. Ti so namreč prepoznali popolnoma različne izraze na obrazu igralca - čeprav je bila njegova slika zmeraj ista. Publika je bila navdušena nad talentom igralca, ki mu je uspelo tako dobro prikazati čustva lakote, žalosti in simpatij.